# Lantana
「Lantana」（ランタナ）は、OLDCODEXの楽曲。YORKE.が作詞、加藤肇が作曲を手掛けた。ユニットの10枚目のシングルとして2015年6月10日にLantisから発売された。

## 概要
前作『Dried Up Youthful Fame』から10ヶ月半ぶりとなる2015年1作目のシングル。表題曲はテレビアニメ『黒子のバスケ』第3期第2クール誠凛VS洛山編のエンディングテーマに起用された。同作のエンディングテーマを歌うのは3作目となった。
通常盤と初回限定盤の2種類が発売され、初回限定盤にはA面曲のミュージックビデオとメイキング映像を収録したDVDが同梱された。

## シングル収録内容
| 全作詞: YORKE.。 |                |           |           |                 |      |
| #                | タイトル       | 作詞      | 作曲      | 編曲            | 時間 |
| 1.               | 「Lantana」    | YORKE.    | 加藤肇    | OLDCODEX 加藤肇 | 4:35 |
| 2.               | 「Dirt」       | YORKE.    | Ta_2      | eba             | 3:56 |
| 3.               | 「Good loser」 | YORKE.    | YORKE.    | 峰正典          | 4:13 |
| 合計時間:        | 合計時間:      | 合計時間: | 合計時間: | 12:44           |      |

| #  | タイトル                            | 作詞 | 作曲・編曲 |
| -- | ----------------------------------- | ---- | ---------- |
| 1. | 「Lantana」(Music Video)            |      |            |
| 2. | 「Making of "Lantana" Music Video」 |      |            |